# Comité Olímpico Nacional de Moçambique
Das Comité Olímpico Nacional de Moçambique (CONM) ist das Nationale Olympische Komitee (NOK) der Republik Mosambik. Es residiert in der Rua Mateus Sansão Muthemba 397-431, in der Hauptstadt Maputo.
Präsident der CONM ist Aníbal Manave (Stand 2014).
Das CONM ist Mitglied im Verband der afrikanischen NOK, der ANOCA, und in der Vereinigung der Portugiesischsprachigen Olympischen Komitees, der ACOLOP.

## Geschichte
Nach der Ankunft Vasco da Gamas 1498 wurde das Land eine portugiesische Kolonie. Bis zu seiner Unabhängigkeit 1975 hatte es daher keine eigene olympische Vertretung. Das NOK Mosambiks wurde 1979 gegründet und im gleichen Jahr vom Internationalen Olympischen Komitee (IOC) anerkannt.
Mit der Teilnahme der Volksrepublik Mosambik an den Olympischen Sommerspielen 1980 in Moskau, die von einer Reihe westlicher Staaten boykottiert wurden, begann die olympische Geschichte Mosambiks. Das Land nahm auch an den folgenden Sommerspielen 1984 in Los Angeles teil, anders als die meisten anderen sozialistischen Volksrepubliken, die nun ihrerseits die Spiele boykottierten. Mosambik nahm somit seit Gründung seines NOK an allen Sommerspielen teil.
Der größte Erfolg für das CONM war die Goldmedaille der Mittelstreckenläuferin Maria de Lurdes Mutola bei den Sommerspielen 2000 in Sydney. Zuvor hatte sie bei den Sommerspielen 1996 in Atlanta, wo sie auch Flaggenträgerin der mosambikanischen Delegation war, mit ihrer Bronzemedaille die erste und bisher einzige weitere olympische Medaille für Mosambik errungen. Zu den Winterspielen entsendete das Land bisher keine Athleten (Stand jeweils 2014).
Das CONM gehörte 2004 zu den Gründungsmitgliedern der ACOLOP. Seither nahm das Land an allen Jogos da Lusofonia teil, den von der ACOLOP veranstalteten Spielen der Gemeinschaft der Portugiesischsprachigen Länder. Bei jeder Teilnahme gelang Mosambik dabei der Gewinn mehrerer Medaillen, bei den Spielen 2006 in Macau und den Spielen 2014 in Goa waren auch mehrere Goldmedaillen darunter.

## Mitglieder
Dem CONM sind die wichtigsten Sportverbände des Landes angeschlossen. Dazu gehören insbesondere:
- Federação Moçambicana de Andebol (Handballverband)
- Federação Moçambicana de Atletismo (Leichtathletikverband)
- Federação Moçambicana de Badminton (Badmintonverband)
- Federação Moçambicana de Basquetebol (Basketballverband)
- Federação Moçambicana de Ciclismo (Radsportverband)
- Federação Moçambicana de Futebol (Fußballverband)
- Federação Moçambicana de Judo (Judoverband)
- Federação Moçambicana de Natação (Schwimmverband)
- Federação Moçambicana de Ténis (Tennisverband)
- Federação Moçambicana de Vela e Canoagem (Segel- und Kanuverband)
- Federação Moçambicana de Voleibol (Volleyballverband)